# Lika-Krbava
Het comitaat Lika-Krbava (Kroatisch: Ličko-krbavska županija, Hongaars: Lika-Krbava vármegye,  Duits: Komitat Lika-Krbava) was een historisch comitaat in het zuidwesten van het koninkrijk Kroatië en Slavonië (Hongaars: Horvát-Szlavónország), maakte deel uit van Transleithanië en de Landen van de Heilige Hongaarse Stefanskroon. Tegenwoordig is het grondgebied verdeeld over de Kroatische provincies: Lika-Senj en Zadar (provincie). Het gebied maakte eerder gedeeltelijk deel uit van de Militaire Grens. 
Het comitaat bestond vanaf de Hoge Middeleeuwen tot het Verdrag van Trianon in 1920. De hoofdstad van het comitaat was Gospić / Goszpics / Gospitsch dat gelegen was aan de Lika (rivier) op een plateau. De comitaatsnaam verwijst naar het Lika (gebergte), de gelijknamige rivier en het Krbataplateau.

## Ligging

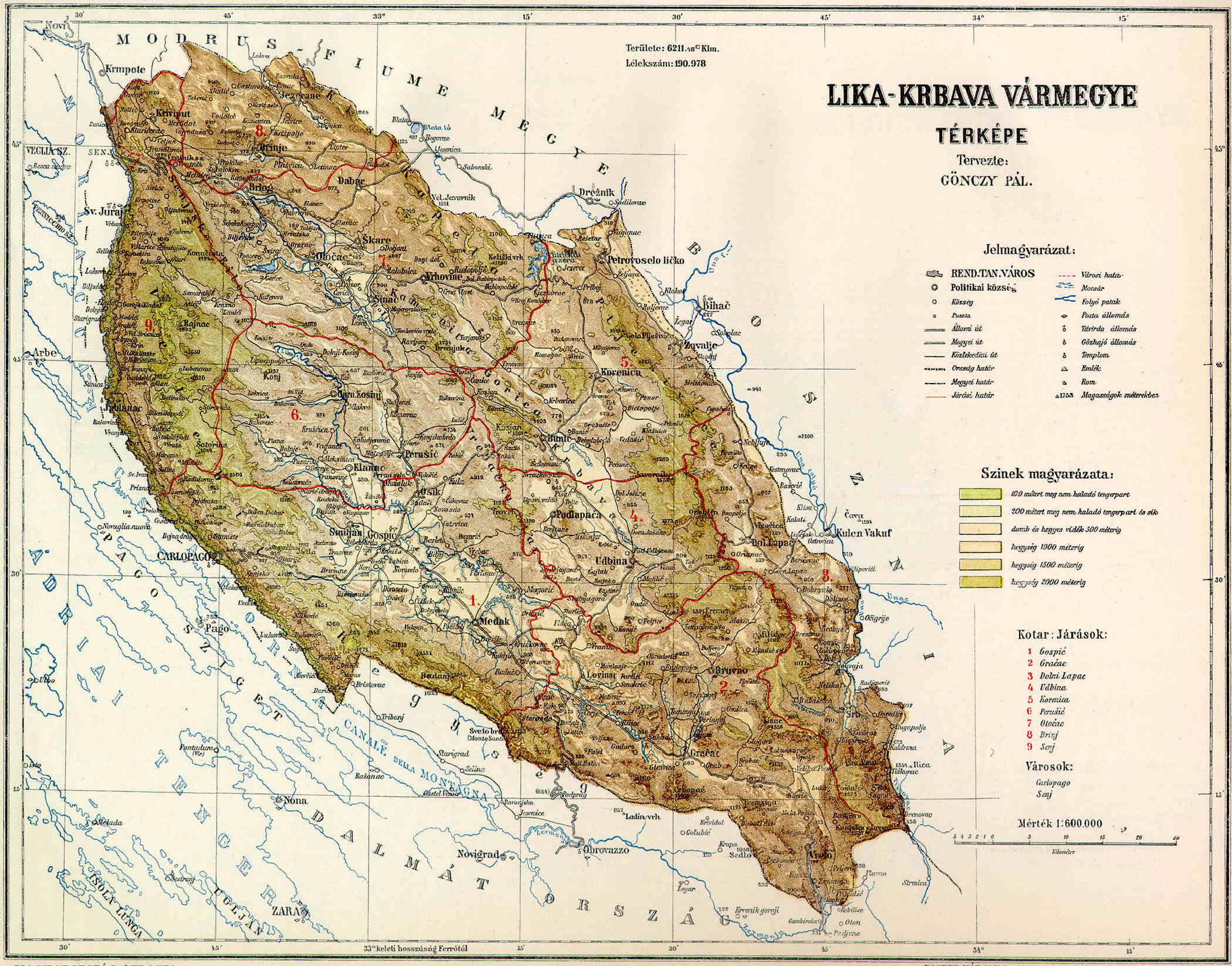
Kaart van het comitaat Ličko-krbavska / Lika-Krbava in 1890

Het comitaat grensde enerzijds aan de Kroatische comitaat: Modrus-Fiume 
Anderzijds aan het Oostenrijkse kroonland: Koninkrijk Dalmatië. 
De oostgrens vormde deels de  Una en verder naar het zuiden gelegen Trebišnjica, die die functie over nam vormden gelijk de landsgrens met het Bosnië (Ottomaanse provincie), tussen 1878 en 1918 grensde het aan het enige gebied van Oostenrijk-Hongarije, dat na de Bosnische crisis in 1908, een Condominium (staatsvorm) vormde en daarvoor als Oostenrijks-Hongaars bestuur van Bosnië en Herzegovina, na het Congres van Berlijn, een militaire bezetting was van het Oostenrijks-Hongaars leger. In 1910 kreeg dat dezelfde rechten, als de andere Kroonlanden.
Het comitaat had een heuvelachtig en bergachtig landschap met enkele plateau's. Verder was het deels gelegen aan de Adriatische Zee. De Lika, de Korana  met meerdere kleinere rivieren doorstroomden het gebied. Tevens waren er rond de kust veel karstgebieden te vinden. Onder andere de middelgebergten:  Senjsko Bilo  en  Plitvičkagebergte, waar de Plitvička Jezera na vernoemd zijn maakten deel uit van het comitaat. Werd het Likagebergte en de bergmassieven: Kleine Kapela, Grote Kapela gedeeld met het buurcomitaat Modrus-Fiume en de Velebit, die werd gedeeld met het Oostenrijkse Kroonland Koninkrijk Dalmatië, al deze massieven maken deel uit van de Dinarische Alpen.

## Districten
| Stoeldistrict | Hoofdplaats                          |
| ------------- | ------------------------------------ |
| Donji Lapac   | Donji Lapac / Alsólapac              |
| Brinje        | Brinje / Bründl                      |
| Gospić        | Gospić / Goszpics / Gospitsch        |
| Gračac        | Gračac / Gracsác                     |
| Korenica      | Korenica                             |
| Otočac        | Otočac / Otocsán / Ottocan / Ottocio |
| Perušić       | Perušić / Perussich                  |
| Udbina        | Udbina / Udwige                      |
| Senj          | Senj / Zengg / Segna                 |
| Stadsdistrict |                                      |
| Senj          | Senj / Zengg / Segna                 |